# Apodolirion
Apodolirion, biljni rod iz porodice zvanikovki, dio je podtribusa Haemantheae. Postoji nekoliko vrsta (6) raširenih po JužnojAfrici, sve su lukovičasti geofiti.

## Vrste
1. Apodolirion amyanum D.Müll.-Doblies
2. Apodolirion bolusii Baker
3. Apodolirion buchananii (Baker) Baker
4. Apodolirion cedarbergense D.Müll.-Doblies
5. Apodolirion lanceolatum (Thunb.) Benth. & Hook.f. ex B.D.Jacks.
6. Apodolirion macowanii Baker